# Club Deportivo Huarte
.
El Club Deportivo Huarte,  es un club de fútbol de España de la localidad de Huarte en Navarra. Fue fundado en 1976 y participa en el grupo XV de la Tercera División de España.

## Datos del club
- Temporadas en Tercera División: 17
- Mejor puesto en liga: 4.º (2005/06) (2021/2022)
- Copa de 3.ª División: Subcampeón 2014 y 2019 Campeón 2022

## Todas las Temporadas
| Temporada      | División | Puesto |
| -------------- | -------- | ------ |
| De 1975 a 1998 | Regional | —      |
| 1998/99        | 3.ª      | 15.º   |
| 1999/00        | 3.ª      | 19.º   |
| 2000/01        | Regional | —      |
| 2001/02        | Regional | —      |
| 2002/03        | Regional | —      |
| 2003/04        | 3.ª      | 14.º   |
| 2004/05        | 3.ª      | 15.º   |
| 2005/06        | 3.ª      | 4.º    |
| 2006/07        | 3.ª      | 7.º    |
| 2007/08        | 3.ª      | 16.º   |
| 2008/09        | 3.ª      | 9.º    |

| Temporada | División | Puesto |
| --------- | -------- | ------ |
| 2009/10   | 3.ª      | 17.º   |
| 2010/11   | 3.ª      | 13.º   |
| 2011/12   | 3.ª      | 13.º   |
| 2012/13   | 3.ª      | 7.º    |
| 2013/14   | 3.ª      | 12.º   |
| 2014/15   | 3.ª      | 9.º    |
| 2015/16   | 3.ª      | 16.º   |
| 2016/17   | 3.ª      | 10.º   |
| 2017/18   | 3.ª      | 15.º   |
| 2018/19   | 3.ª      | 11.º   |
| 2019/20   | 3.ª      | -      |

## Estadio
Disputa sus partidos como local en el campo de fútbol "Areta" de Huarte, de hierba artificial.

## Uniforme
- Primera equipación: Camiseta azul, pantalón negro y medias blancas.
- Segunda equipación: Camiseta y pantalón negros y medias blancas.[4]
- Tercera equipación: Camiseta y pantalón rojos y medias blancas.

## Palmarés

### Competiciones regionales y Autonómicas
- Copa RFEF (Fase Autonómica de Navarra): (1) 2022-23

## Premios
Sus equipos en fútbol base han sido ganadores en varias ocasiones del "Premio a la Deportividad" otorgado por Desde La Banda - Fútbol Navarro.